# 징벌
징벌(懲罰)은 규칙에 반하는 행위를 한 것에 대해 처벌을 주고 응징하는 벌칙을 말한다. 특히 공무원, 군인 등의 직업에서 불법 또는 부당한 행위에 대해 제재가 가해지는 것을 말하는데 공식적으로 징계라고 한다. 대한민국의 법에서 말하는 징벌은 형집행법에서 정하고 있다.

## 교도소에서 징벌

### 대상
- 형법•폭력행위 등 처벌에 관한 법률• 그 밖의 형사 법률에 저촉되는 행위
- 수용생활의 편의 등 자신의 요구를 관철할 목적으로 자해하는 행위
- 정당한 사유 없이 작업ㆍ교육ㆍ교화프로그램 등을 거부하거나 태만히 하는 행위
- 형집행법 제92조의 금지물품을 반입ㆍ제작ㆍ소지ㆍ사용ㆍ수수ㆍ교환 또는 은닉하는 행위
- 다른 사람을 처벌받게 하거나 교도관의 직무집행을 방해할 목적으로 거짓 사실을 신고하는 행위
- 그 밖에 시설의 안전과 질서유지를 위하여 법무부령인 형집행법 시행규칙으로 정하는 규율을 위반하는 행위
  - 교정시설의 안전 또는 질서를 해칠 목적으로 다중(多衆)을 선동하는 행위
  - 허가되지 아니한 단체를 조직하거나 그에 가입하는 행위
  - 교정장비, 도주방지시설, 그 밖의 보안시설의 기능을 훼손하는 행위
  - 음란한 행위를 하거나 다른 사람에게 성적(性的) 언동 등으로 성적 수치심 또는 혐오감을 느끼게 하는 행위
  - 다른 사람에게 부당한 금품을 요구하는 행위
  - 허가 없이 다른 수용자에게 금품을 교부하거나 수용자 외의 사람을 통하여 다른 수용자에게 금품을 교부하는 행위
  - 작업ㆍ교육ㆍ접견ㆍ집필ㆍ전화통화ㆍ운동, 그 밖에 교도관의 직무 또는 다른 수용자의 정상적인 일과 진행을 방해하는 행위
  - 문신을 하거나 이물질을 신체에 삽입하는 등 의료 외의 목적으로 신체를 변형시키는 행위
  - 허가 없이 지정된 장소를 벗어나거나 금지구역에 출입하는 행위
  - 허가 없이 다른 사람과 만나거나 연락하는 행위
  - 수용생활의 편의 등 자신의 요구를 관철할 목적으로 이물질을 삼키는 행위
  - 인원점검을 회피하거나 방해하는 행위
  - 교정시설의 설비나 물품을 고의로 훼손하거나 낭비하는 행위
  - 고의로 수용자의 번호표, 거실표 등을 지정된 위치에 붙이지 아니하거나 그 밖의 방법으로 현황파악을 방해하는 행위
  - 큰 소리를 내거나 시끄럽게 하여 다른 수용자의 평온한 수용생활을 현저히 방해하는 행위
  - 허가 없이 물품을 반입ㆍ제작ㆍ소지ㆍ변조ㆍ교환 또는 주고받는 행위
  - 도박이나 그 밖에 사행심을 조장하는 놀이나 내기를 하는 행위
  - 지정된 거실에 입실하기를 거부하는 등 정당한 사유 없이 교도관의 직무상 지시나 명령을 따르지 아니하는 행위

### 종류
- 경고
- 50시간 이내의 근로봉사
- 3개월 이내의 작업장려금 삭감
- 30일 이내의 공동행사 참가 정지
- 30일 이내의 신문열람 제한
- 30일 이내의 텔레비전 시청 제한
- 30일 이내의 자비구매물품(의사가 치료를 위하여 처방한 의약품을 제외한다) 사용 제한
- 30일 이내의 작업 정지(신청에 따른 작업에 한정한다)
- 30일 이내의 전화통화 제한
- 30일 이내의 집필 제한
- 30일 이내의 서신수수 제한
- 30일 이내의 접견 제한
- 30일 이내의 실외운동 정지
- 30일 이내의 금치(禁置)

### 절차
- 증거를 인멸할 우려가 있는 때와 다른 사람에게 위해를 끼칠 우려가 있거나 다른 수용자의 위해로부터 보호할 필요가 있는 때와 해당 행위를 하였다고 의심할 만한 상당한 이유가 있는 징벌 대상 수용자에 대해 조사기간 중 분리하여 수용할 수 있고 이때는 접견ㆍ서신수수ㆍ전화통화ㆍ실외운동ㆍ작업ㆍ교육훈련, 공동행사 참가, 중간처우 등 다른 사람과의 접촉이 가능한 처우의 전부 또는 일부를 제한할 수 있다.
- 징벌 대상 행위가 발생했을 때 통상적으로 조사방으로 일컫는 조사 수용동에 격리 수용하면서 실외 운동 등의 처우가 제한되면서 교도소내 특별사법경찰관에 의해 조사를 받으며 조사를 마치면 징벌위원회에서 징벌 결정이 이루어지면 징벌 수용동에 수용하면서 실외운동을 허용한다.
- 징벌위원회 구성

## 같이 보기
- 형벌
- 영창